# 道南
道南（どうなん）とは、北海道の南西部（渡島半島とその周辺）を指す地域区分である。

## 範囲

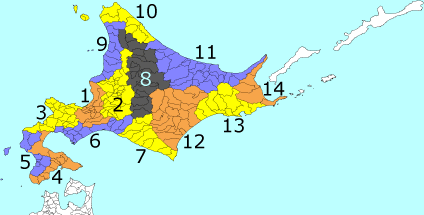
旧支庁の管轄区分。

明確な定義づけはないが、以下の地域を指すことが多い。
- 渡島総合振興局（図の4番）
- 檜山振興局（図の5番）

例えば、北海道庁による「地域生活経済圏」では、渡島・檜山の両管内を「道南圏」としており、多くの場合は「道南＝渡島・檜山地方」と定義される。
しかしより広い範囲を「道南」とする場合がある。例えば函館地方裁判所の管轄区域は渡島総合振興局・檜山振興局に加えて後志総合振興局の寿都郡寿都町・黒松内町・島牧郡島牧村を含む。また、農林水産省の地方組織である北海道農政事務所では後志全域を道南に含めている。
更に国土交通省「川の防災情報」は渡島・檜山、後志のほか胆振総合振興局・日高振興局の範囲も道南として扱っている。
観光業界では、渡島・檜山・後志・胆振・日高のほか石狩まで道南に含める道外企業もある。
その他、胆振管内の室蘭市に本社を置く道南バスの主な営業地域は胆振・日高管内である。また、全国高等学校野球選手権大会における地域割りでは、北海道のうち札幌以南・以西の地域を「南北海道」としている。
なお、道南のほかに道央、道北、道東という地域区分はあるが、道西という区分は存在しない。「南西部に向かって半島が伸びている」という北海道の地形上の特性から、札幌以南・以西の北海道西部を総称したい場合は「道南」が代わりに用いられる。

## 人口・面積
道南の人口・面積は北海道全体の1割足らずである。
| 人口     | 469,865 人   |
| 面積     | 6,566.43 km2 |
| 人口密度 | 71.56 人/km2 |